# Кориолан (трагедия)
Кориолан ( /kɒriəˈleɪnəs/ или /-ˈlɑː-/  ) — трагедия Уильяма Шекспира, написанная предположительно в промежуток между 1605 и 1608 гг. Пьеса основана на жизни легендарного римского полководца Гая Марция Кориолана. Шекспир работал над ней во время сочинения «Антония и Клеопатры», эти пьесы стали двумя последними трагедиями.
Кориолан — это имя, данное римскому полководцу после его военных подвигов против вольсков при Кориолах. После своего успеха он стремится стать консулом, однако его презрение к плебеям и взаимная враждебность трибунов приводят к изгнанию Марция из Рима. Он предстаёт перед войсками, а затем ведёт их против Рима.

## Действующие лица
- Кай Марций, затем Кай Марций Кориолан.
- Тит Ларций, римский полководец в войне с вольсками.
- Коминий, римский полководец в войне с вольсками.
- Менений Агриппа, друг Кориолана.
- Сициний Велут, народный трибун.
- Юний Брут, народный трибун.
- Молодой Марций, сын Кориолана.
- Тулл Авфидий, полководец вольсков.
- Военачальник вольсков, подчиненный Авфидию.
- Заговорщики Авфидия.
- Горожанин из Анциума.
- Два вольских часовых.
- Волумния, мать Кориолана.
- Виргилия, жена Кориолана.
- Валерия, подруга Виргилии.
- Римские и Вольские сенаторы, патриции,
- эдилы, ликторы, воины, горожане, гонцы,
- слуги Авфидия и другие слуги.

Место действия: Рим и его окрестности; Кориолы
и их окрестности; Анциум.

## Сюжет

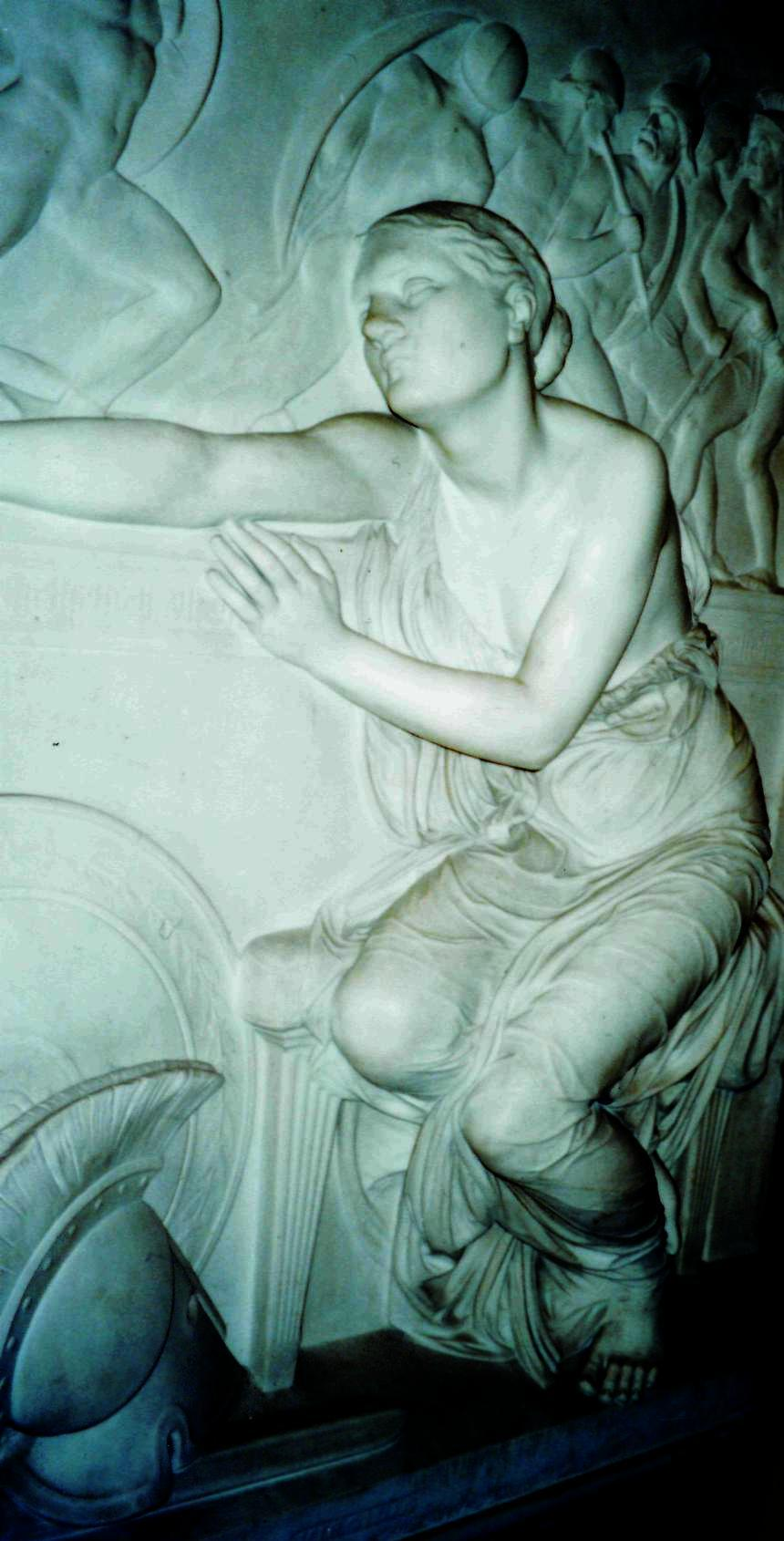
«Виргилия, оплакивающая Кориолана», Томас Вулнер

Действие пьесы начинается в Риме вскоре после изгнания Тарквиниев. Продолжаются беспорядки после того, как рядовым гражданам не дают зерна. Мятежники в особенности злятся на Гая Марция, блестящего римского полководца, которого обвиняют в растрате их зерна. Мятежники встречают патриция по имени Менений Агриппа, а также самого Гая Марция. Менений пытается утихомирить бунтовщиков, а Марций открыто презирает их и говорит, что плебеи недостойны зерна из-за отсутствия у них военной службы. Два римских трибуна, Брут и Сициний осуждают Марция между собой. Он оставляет Рим после известия о том, что армия вольсков находится в поле.
Командующий армией вольсков Тулл Авфидий несколько раз сражался с Марцием и считает его своим заклятым врагом. Римской армией командует Коминий, которого замещает Марций. Пока Коминий ведёт солдат навстречу армии Авфидия, Марций ведёт их на город вольсков Кориолы. Осада Кориолов поначалу безуспешна, однако Марцию удаётся сломать ворота города, и римляне завоёвывают его. Несмотря на то, что он уже измучен битвами, Марций быстро идёт к Коминию и сражается с другими силами вольсков. Марций и Авфидий встречаются в схватке, которое заканчивается лишь тогда, когда собственные солдаты Авфидия утаскивают его с поля боя.

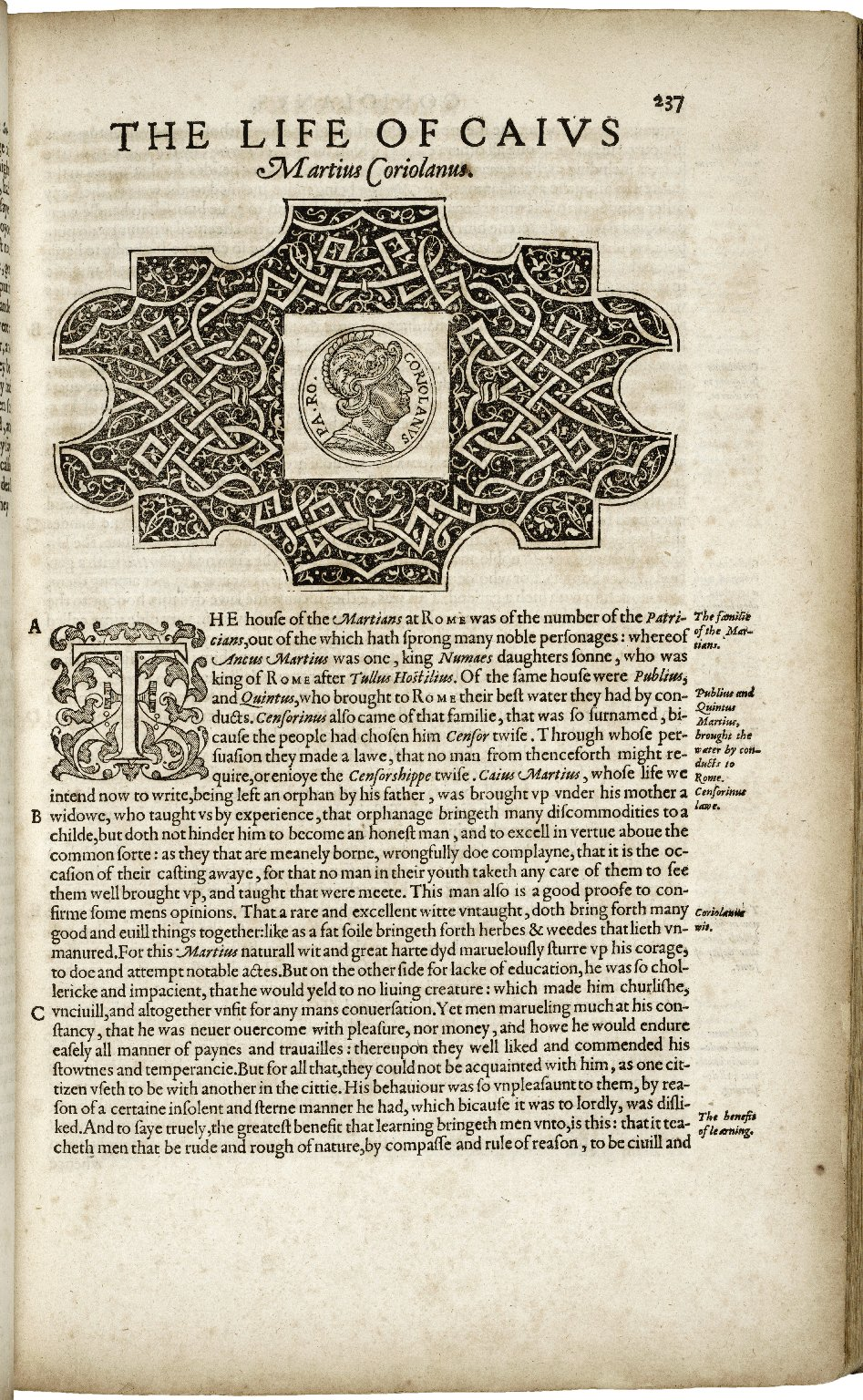
Первая страница «Жизни Гая Марция Кориолана» из перевода «Жизнеописаний благородных греков и римлян» Плутарха Томасом Нортом в 1579 г.

В знак признания выдающегося мужества Коминий даёт Гаю Марцию агномен или «официальное прозвание» Кориолан. Когда они возвращаются в Рим, мать Кориолана Волумния призывает сына избираться на должность консула. Кориолан не решается сделать это, однако исполняет желание матери. Он без особых усилий завоевывает поддержку римского сената и, по-видимому, поначалу также завоевывает симпатии плебеев. Однако Брут и Сициний замышляют одолеть Кориолана и спровоцировать новый бунт против того, чтобы он сделался консулом. Столкнувшись с оппозицией, Кориолан приходит в ярость и выступает против народного правления. Он сравнивает позволение плебеям иметь власть над патрициями с позволением «воронам клевать орлов». Два трибуна осуждают Кориолана как предателя за его слова и приказывают изгнать его из Рима. Кориолан возражает, что это он изгоняет Рим из себя.
После изгнания из Рима Кориолан направляется в столицу вольсков Анциум и просит помощи у Авфидия для мести Риму за своё изгнание. Тронутые его тяжелым положением и удостоенные чести сражаться вместе с великим полководцем, Авфидий и его люди обнимают Кориолана и позволяют ему возглавить новую атаку на Рим.
Рим в панике отчаянно пытается убедить Кориолана прекратить этот крестовый поход из мести, однако и Коминий, и Менений терпят неудачу. Наконец, Волюмнию отправляют на встречу с сыном вместе с женой Кориолана Вергилией и их ребёнком, а также целомудренной дворянкой Валерией. Волумнии удаётся отговорить сына от разрушения Рима, вместо этого она убеждает его очистить своё имя, примирив вольсков с римлянами и установив мир.
Кориолан заключает мирный договор между вольсками и римлянами. Когда он возвращается в столицу вольсков, заговорщики, организованные Авфидием, убивают его за предательство.

## Источники

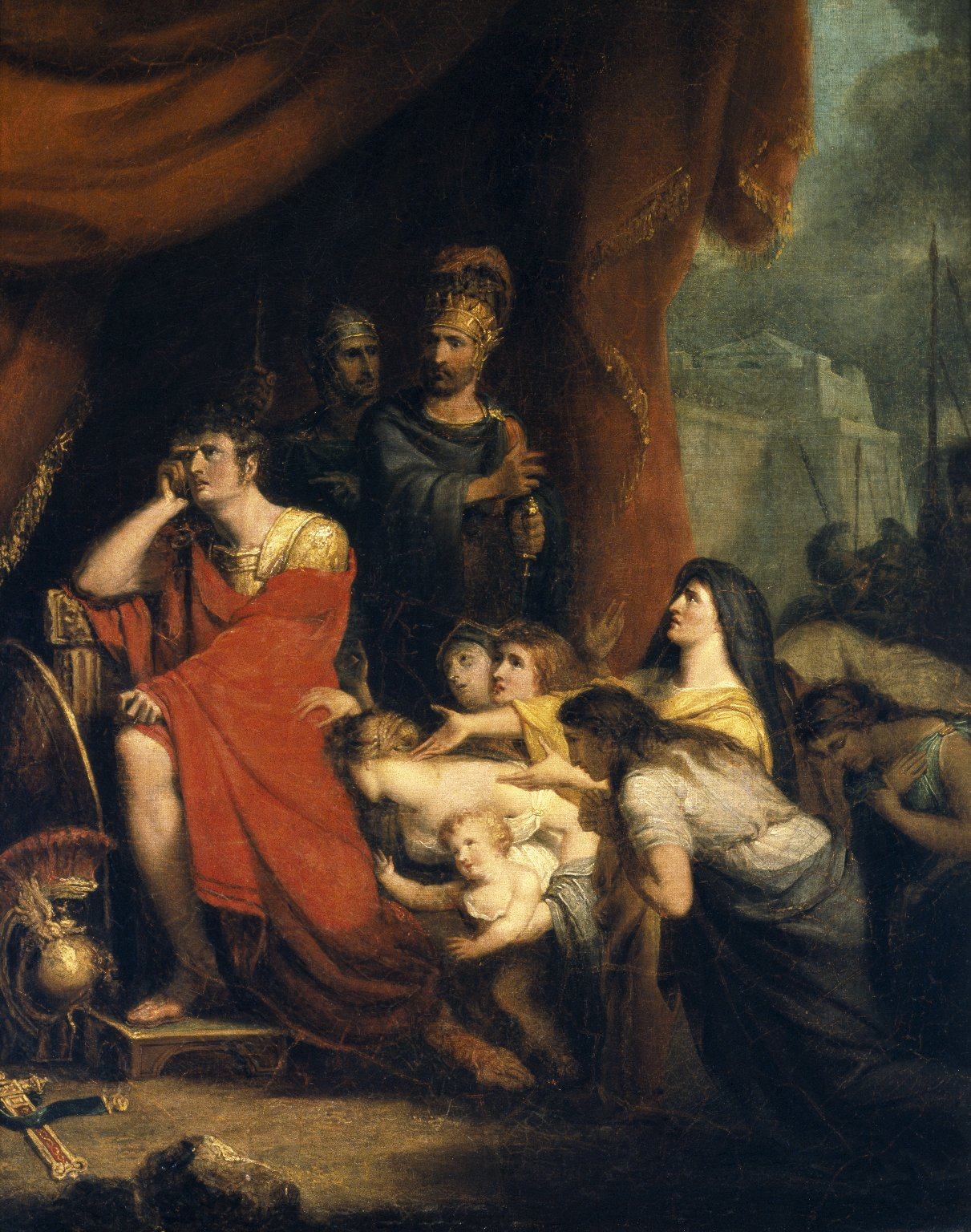
Картина Ричарда Вестолла 1800 г.: Волумния умоляет Кориолана не разрушать Рим.

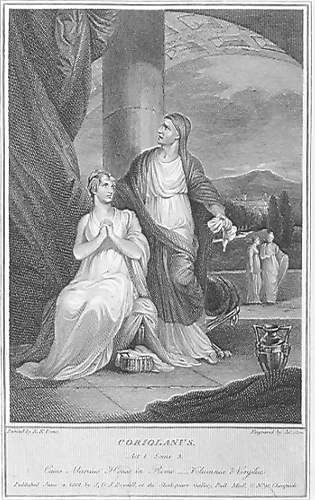
Волумния и Виргилия ждут возвращения Гая Марция (I, iii), гравюра 1801 года.

### Шекспир и Плутарх
В тексте Плутарха проводится параллель между двумя выдающимися людьми, чьи жизненные пути имеют сходства и чьё поведение, решения и психологию ему интересно сравнить. Таким образом, он одновременно изучает Алкивиада и Кориолана, героев-воинов и защитников своего города, один из Афин, другой из Рима, и оба в конце концов были изгнаны тем самым городом, который защищали своей кровью. Шекспир не посвятил Алкивиаду отдельной пьесы, однако он является одним из главных героев «Тимона Афинского». Многие критики, в том числе У. Хэзлитт, отметили следование Шекспира тексту Норта.

#### Жизнь и смерть Кориолана у Плутарха
- Плутарх начинает с детства персонажа, выделяя 3 фактора, которые, по его мнению, и объясняют «неумолимый гнев и непобедимое упрямство»: это утрата отца в детском возрасте, близкие отношения с матерью и склонность к военной профессии, принёсшей ему большую известность в молодые годы.
- Он изображает политическую ситуацию в Риме: народные беспорядки после дурного обращения с неплатёжеспособными должниками, отказ наиболее бедных сражаться за плутократию, заступничество Менения и компромисс, достигнутый благодаря созданию трибунов из плебса, что и приведёт к назначению лидерами Юния Брута и Сициния Беллута.
- Разлад внутри, угрозы извне: на Рим нападают вольски, Марций осаждает город Кориолы, затем разграбляет его, несмотря на мольбы, затем он помогает победе над вольсками, в итоге он отказывается от почестей и богатств. Затем консул даёт ему прозвище Кориолан.
- Последствия войны оживляют и внутренние проблемы: против голода народ организует пассивное сопротивление и отказ от воинской повинности; Кориолан победоносно сражается с горсткой людей, он возвращается для того чтобы баллотироваться в консулы, он расстраивает общественное мнение, представляя себя кандидатом от аристократии, он мстит за неудачу, выступая главой реакционной партии, отказывающейся раздавать еду бесплатно или задёшево голодным; новые беспорядки вспыхивают, потому что суд над Кориоланом решил избежать его казни. Приговорённый к изгнанию, он клянётся отомстить и присоединяется к Вольскам.
- Наконец представляется возможность, вольски собирают армию и идут на Рим во главе с Кориоланом. Кампания начинается с ряда побед. Разделённые римляне не способны сформировать армию. Когда Кориолан нападает на Лавиний, на первую колонию, основанную Энеем, мнение меняется: люди желают амнистии Кориолана, а сенат, напротив, выступает против его дерзости. Тем не менее, они посылают послов под давлением народа, чтобы Кориолан вернулся с пустыми руками. Глухой ко всем молитвам, он всё же уступает, когда римские женщины приходят и бросаются к его ногам, во главе с его матерью.
- Плутарх отмечает, что на этом месте расходятся версии о судьбе Кориолана: одни сообщают, что тот был казнён вольсками, другие – что он жил в изгнании до преклонного возраста.

#### Различия между версиями Плутарха и Шекспира
Драматизируя повествовательный текст, Шекспир был вынужден развивать фигуры второстепенных персонажей, часто очень набросочно данные у Плутарха. С другой стороны, он остаётся верен портрету Кориолана, в котором подчёркивается его вспыльчивость, его любовь к матери Волумнии и его желание угодить ей, его мужество и его геркулесова сила. Тем не менее, он отходит от первоисточника, показывая, как Гай Марций входит в Кориолы один, хотя Плутарх пишет, что его сопровождала группа соратников, то есть по сути он усиливает особость персонажа и тем самым предвосхищает V сцену IV акта, когда он возвращается в Кориолы опять в одиночестве, и на этот раз как предатель, а не как герой. Автор также усложняет сцену показа раны. У Плутарха это была формальность: одежды, которую носит проситель, достаточно для того, чтобы раны стали видны зрителям. У Шекспира этот обряд требует постановки и комментариев, оскорбляющих скромность и гордость человека, вопреки его воле. Критики увидели в этом способ развить тему «театократии».

## История создания

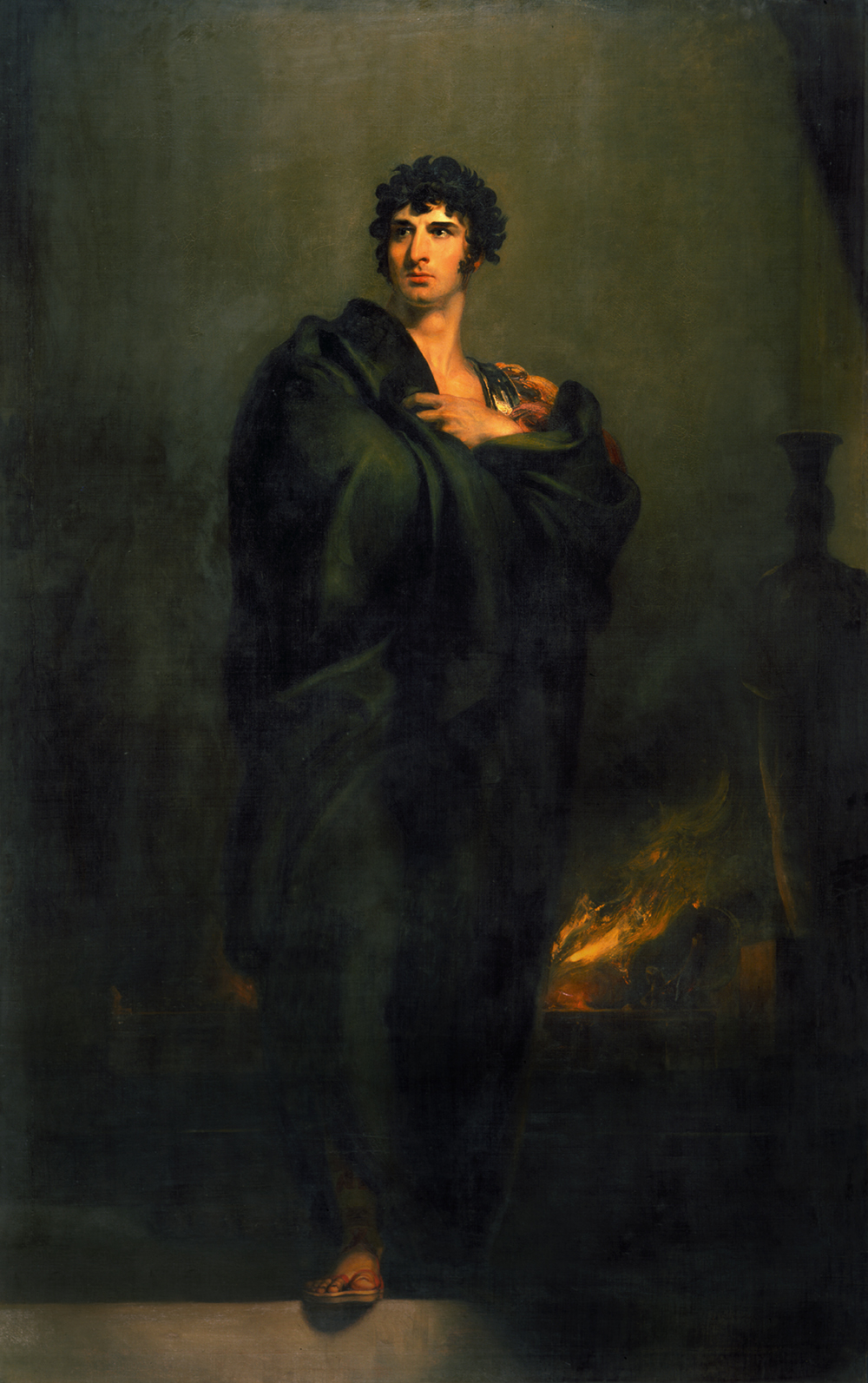
Джон Филип Кембл в роли Кориолана, Томас Лоуренс (1798)

Впервые трагедия была опубликована в Первом фолио 1623 года. Однако данные о моменте её написания отсутствуют. Большинство шекспироведов датируют Кориолана периодом 1605–1610 гг., при этом 1608–1609 гг. считаются наиболее вероятными годами публикации, хотя имеющиеся данные и не внушают особой уверенности.
Самая ранняя датировка пьесы основывается на том, что рассказ Менения про живот взят из «Remaines» Уильяма Кемдена, опубликованных в 1605 г. Более поздняя дата исходит из факта того, что ряд других текстов 1610 г. или около этого времени ссылаются на Кориолана, в т.ч. «Эписин» Бена Джонсона, «Phantasma» Роберта Армина и «Награда женщине» Джона Флетчера, или «Приручённый укротитель».
Некоторые шекспироведы дают свидетельства, которые могут сузить датировку до периода 1607–1609 гг. Одна строка могла быть вдохновлена переводом Илиады Джорджем Чапменом (конец 1608 г.). Отсылки на «огненный уголь на льду» (the coal of fire upon the ice, I.i) и на ссоры из-за владения водными каналами (III.i) могли быть вдохновлены описанием Томасом Деккером замерзания Темзы в 1607–1608 гг. и проектом подачи воды в Лондон по каналам Хью Миддлтоном в 1608–1609 гг. Другая возможная связь с 1608 гг. исходит из того, что сохранившийся текст пьесы разделён на акты; это говорит о том, что он мог быть написан для крытого театра Блэкфрайарс, в котором труппа Шекспира начала выступать в 1608 г..
Темы пьесы о народном недовольстве правительством связывались шекспироведами с Восстанием Мидленда, рядом крестьянских беспорядков 1607 г., которые могли коснуться Шекспира как владельца земли в Стратфорде-на-Эйвоне; а также споры по поводу устава лондонского Сити, о которых Шекспир наверняка знал, т.к. это затрагивало правовой статус территории, окружавшей театр Блэкфрайарс. Беспорядки в Мидлендсе были вызваны голодом из-за огораживания общих земель.
По этим причинам Р.Б. Паркер предлагает считать «конец 1608 ... начало 1609 г.» наиболее вероятной датой сочинения, тогда как Ли Блисс считает датой конец 1608 г., а первых публичных выступлений – «конец декабря 1609 или февраль 1610 г.». Паркер признаёт, что доказательства «скудны ... и в основном основаны на предположениях».
Пьеса была впервые опубликована в Первом фолио 1623 г. Элементы текста, например, необычайно подробные сценические указания, заставляют ряд шекспироведов полагать, что текст был подготовлен из театральной Prompt book.

## Анализ и критика
A.C. Bradley называет пьесу "полномасштабной", наряду с «Королём Лиром» и «Макбетом», однако она существенно отличается от этих двух шедевров. Воин Кориолан, пожалуй, самый непроницаемый из трагических героев Шекспира, он редко задерживается чтобы произнести монолог или раскрыть мотивы своей горделивой 

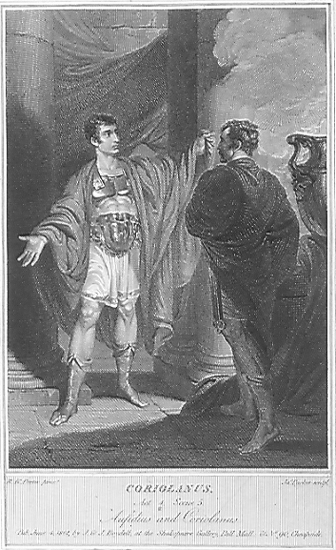
Кориолан идет к Авфидию и переходит к вольскам (IV, v).

изоляции от римского общества. Таким образом, он гораздо менее похож на искромётных и рефлексирующих шекспировских героев/героинь навроде Макбета, Гамлета, Лира и Клеопатры, и больше схож с фигурами из античной классической литературы, как Ахиллес, Одиссей и Эней, или же с завоевателем Тамерланом Кристофера Марло, завоевательная гордость которого аналогична Кориолановской. Читатели и любители пьес нередко находили его малоприятным персонажем, поскольку его едкая гордость странным образом, иногда достаточно тонко уравновешивается нежеланием похвалы со стороны соотечественников и нежеланием эксплуатировать и клеветать ради политический целей. Его неприязнь к похвале можно рассматривать как выражение его гордыни; всё, что его волнует, – это его собственное представление о себе, тогда как принятие похвалы может означать, что на его ценность влияет мнение о нём других людей. Пьеса ставится реже других трагедий более позднего периода, и не повсеместно признаётся величайшим творением Барда. (Брэдли, например, отказался включить его в свои знаменитые четыре пьесы в знаковом критическом произведении «Шекспировская трагедия», Shakespearean Tragedy) В книге «Язык Шекспира» Фрэнк Кермоуд описывает Кориолана как «вероятно, наиболее яростно и изобретательно спланированную и выразительную из всех трагедий».
Т. С. Элиот, как известно, считал Кориолана выше Гамлета в произведении «Священный лес», где он называет эту первую пьесу, наряду с Антонием и Клеопатрой, величайшим трагическим достижением Барда. Элиот написал поэму о Кориолане из двух частей, её название «Coriolan» (альтернативное написание Coriolanus); он также ссылася на Кориолана в одной из частей «Бесплодной земли», написав: «Оживите на мгновение сломленного Кориолана» (Revive for a moment a broken Coriolanus).
Кориолан известен тем, что трагедия входит в число немногих пьес Шекспира, запрещённых в современной демократии. Она ненадолго была запрещена во Франции в конце 1930х гг. из-за использования в ней фашистских элементов, а Славой Жижек отметил её запрет в послевоенной Германии из-за сильного милитаризма.

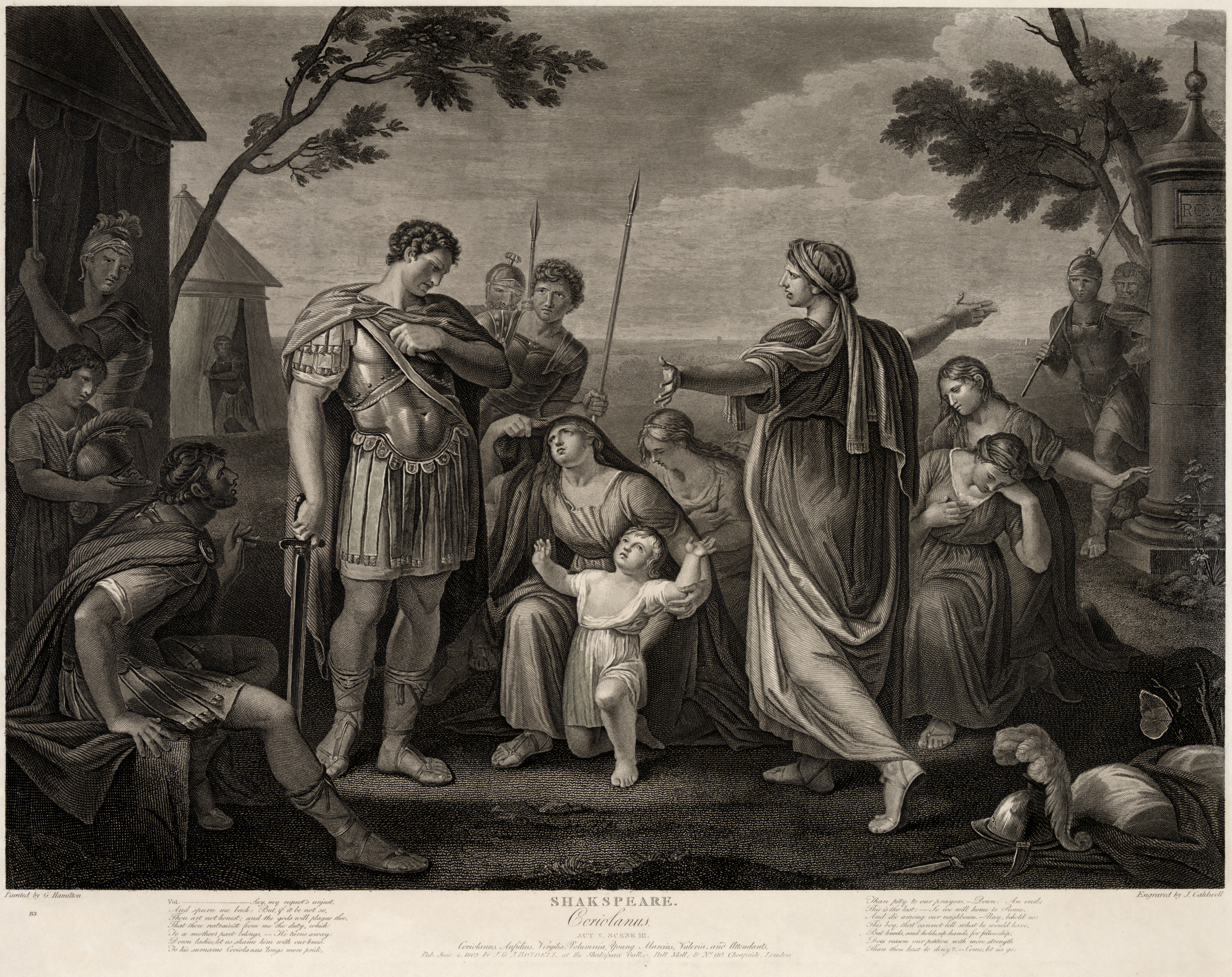
Волумния, Виргилия и Кориолан. Акт V, сцена III. Гравюра с картины Гэвина Гамильтона.

## Театральные постановки
- 1682 — Друри-Лейн — постановка в классицистской переработке Наума Тейта
- 1820 — там же — постановка Эдмунда Кина, первое возвращение к оригинальному шекспировскому тексту
- 1847 — Дрезден, первая заметная немецкая постановка в обработке Карла Гуцкова
- 1855 — Карлсруэ, постановка Эдуарда Девриента, отличавшаяся эффектной работой актёрского ансамбля и массовыми сценами[22]
- 1925 — «Лессинг-театр», Берлин. Постановка Эриха Энгеля
- 1937 — Олд Вик. В роли Кориолана — Л. Оливье.
- 1959 — Шекспировский мемориальный театр. В роли Кориолана — Л. Оливье.
- 1964 — «Берлинер ансамбль» (в обработке Б. Брехта). Постановка М. Векверта и Й. Теншерта по режиссёрскому плану Б. Брехта. В роли Кориолана — Эккехард Шалль
- 1971 — Королевский национальный театр (Royal National Theatre), Лондон. Постановка М. Векверта и Й. Теншерта по режиссёрскому плану Б. Брехта. В роли Кориолана — Энтони Хопкинс
- 2013 — Donmar Warehouse, Лондон. Постановка Джози Рурк. В роли Кориолана — Том Хиддлстон. Транслировался в рамках проекта NTLive
- 2018 - Национальный драматический театр имени Ивана Франко. Режиссер - Дмитрий Богомазов. Кориолан - Рыбалевский, Дмитрий Алексеевич.

Среди исполнителей роли Кориолана также Иэн МакКеллен, Тоби Стивенс, Кристофер Уокен, Ричард Бёртон.

## Экранизации
- 1950 — Кориолан Франция, режиссёр Жан Кокто, в роли Кориолана Жан Маре)
- 1951 — Кориолан США (эпизод телесериала Первая студия[англ.]*). Режиссёр Пол Никелл. В роли Кориолана Ричард Грин[англ.]
- 1963 —  Кориолан (Великобритания) (1—3 эпизоды сериала Распространение орла[англ.]), режиссёр Питер Дьюс[англ.]. В роли Кориолана — Роберт Хардж
- 1964 — Триумфатор[итал.] (Coriolano: eroe senza patria). Производство: Италия,Франция. Режиссёр — Джорджо Феррони. В ролях: Гордон Скотт — Кориолан, Альберто Лупо, Лилла Бриньоне, Филипп Эрсен, Розальба Нери)
- 1965 — Кориолан, Великобритания (ТВ). Режиссёры Роджер Дженкинс[англ.], Майкл Крофт[англ.]. В ролях: Джон Найтингейл[англ.] — Кориолан
- 1965 — Кориолан, Италия (ТВ), режиссёр Клаудио Фино[итал.]. В ролях: Франко Грациози[итал.] — Кориолан
- 1968 — «Кориолан» — советский телеспектакль режиссёра Давида Карасика. Кориолан — Сергей Юрский
- 1979 — Кориолан США (видео), режиссёр Вилфорд Лич[англ.], в роли Кориолана —— Морган Фримен
- 1982 — Кориолан (советский фильм-спектакль [основан на спектакле Государственного театра имени Г. Сундукяна, получившем Государственную премию Армянской ССР], режиссёры Аркадий Айрапетян и Рачья Капланян,Кориолан — Хорен Абрамян
- 1984 — Трагедия Кориолана, (ТВ) Великобритания, США, режиссёр Элайджа Мошински. В роли Кориолана — Алан Ховард[англ.] BBC Television Shakespeare[англ.]
- 2011 — Кориолан, Великобритания. Режиссёр и исполнитель главной роли — Рэйф Файнс. Действие фильма перенесено в наши дни.
- 2014 — Кориолан, Великобритания Цикл Национальный театр в прямом эфире, режиссёры Джози Рурк, Тим Ван Сомерен, в роли Кориолана — Том Хиддлстон
- 2017 — Кориолан, Великобритания, Королевская шекспировская компания, мюзикл, режиссёр Энгус Джексон.  в роли Кориолана — Шопе Дирису
- 2019 — Кориолан, Канада, режиссёры  Барри Аврич[англ.], Робер Лепаж,   в роли Кориолана — Андре Силлс, Стратфордский фестиваль

## Издания
- Шекспир, Уильям. Кориолан // Шекспир, Уильям. Шесть трагедий / пер. с англ. И. В. Кутика. М.: Водолей, 2025. С. 487–642.
- «Кориолан» в русских переводах в БД «Русский Шекспир»